# Нормандський напад на Мальту (1091)
Нормандський напад на Мальту — напад в 1091 році нормандців з Сицилійського графства  на чолі з Рожером I на острів Мальта, населений тоді переважно мусульманами. Нападники взяли в облогу головне поселення на острові Медіну (сучасна Мдіна), але жителям вдалося домовитися про мирні умови завершення конфлікту. Мусульмани звільнили християнських полонених, присягнули Рожеру на вірність і сплатили йому щорічну данину. Відтак армія Рожера пограбувала сусідній острів Гоцо і повернулася на Сицилію зі звільненими полоненими.
Напад не призвів до негайних відчутних політичних змін, проте проклав шлях для подальшої нормандської окупації острова, яка розпочалася в 1127 році і призвела до повторної християнізації Мальти. Протягом століть напад 1091 року романтизувався як акт звільнення християнської Мальти від мусульманського панування і з цього постала низка традицій і легенд, зокрема малоймовірне твердження про те, що граф Рожер передав червоно-білі кольори свого герба мальтійцям в якості їх національних кольорів.

## Передумови
Нормандське завоювання Південної Італії почалося на початку XI століття і до 1091 року нормандці повністю завоювали Сицилію, коли впала остання мусульманська фортеця Ното. Розташовані неподалік узбережжя Сицилії острови Мальтійського архіпелагу стали природною метою для чергового кроку нормандської експансії по завершенню завоювання Сицилії. Плани нападу на Мальту виношувались Робертом Гіскаром ще в 1072 році.
В XI столітті Мальта була переважно населена мусульманами. За словами Аль-Хім'ярі, острів був повністю знелюднений після нападу Аглабідів у 870 році і був знову заселений мусульманською громадою в 1048—1049 роках. Археологічні дані свідчать про те, що Медина була процвітаючим мусульманським поселенням вже на початку XI століття, тому 1048—1049 роки могли бути датою офіційного заснування міста або спорудження його стін. Можливо, що мусульмани, які населяли Мальту, були біженцями, що втікали з Сицилії через арабо-візантійські війни. Візантійці зробили спробу захопити Мальту в 1053—1054 роках, але після невдалої облоги Медіни були змушені залишити острів.

## Вторгнення

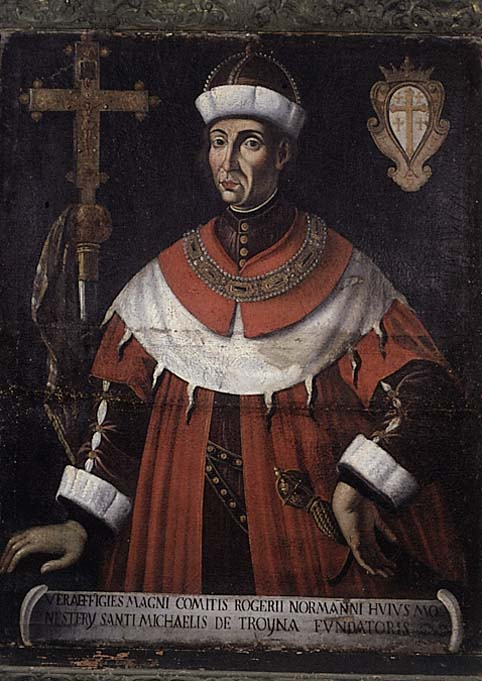
Роджер I Сицилійський

Нормандський флот на чолі із самим графом Сицилійським Рожером I відійшов від мису Скаламбрі на Сицилії в червні або липні 1091 року і через два дні прибув на Мальту. Старший син Рожера, Жордан Отвільський, бажав очолити експедицію на Мальту, але Рожер вирішив взяти в ній участь особисто, можливо тому, що після попередніх заколотів Жордана побоювався, що його син може перейти до мусульман. Оскільки корабель Рожера був швидшим за інші, він підійшов до Мальти першим і спочатку висадився на острів лише з тринадцятьма лицарями. Місцеві мешканці намагались чинити слабкий опір загарбникам, але деякі з них були вбиті, а інші рятувались втечею. Після переслідування втікачів, пізніше того ж дня граф Рожер повернувся до місця висадки. На той час вся армія прибула на острів й розташувалась на береговій лінії.
На світанку наступного дня Рожер на чолі своєї армії рушив до столиці острова Медіни й взяв його в облогу. Як повідомляється, 13-річний Хасан аль-Самсам II, емір Мальти (праонук Хасан аль-Самсама I), та його жителі були налякані вторгненням і запропонували зустрітися з графом, щоб обговорити умови миру. За результатами перемовин, мусульмани звільнили всіх в'язнів-християн і віддали норманам коней, мулів, всю свою зброю та певну суму грошей. Вони також погодилися присягнути на вірність Рожеру і сплатити щорічну данину.
Як повідомляється, полонені християни раділи своїй свободі, вони тримали дерев'яні або очеретяні хрести, співали Kyrie eleison і кидалися до ніг Рожера. Звільнених християн посадили на Норманські кораблі і флот вирушив назад на Сицилію. По дорозі додому нормани вторглися і розграбували сусідній острів Гоцо. Після повернення на Сицилію, Рожер запропонував побудувати поселення «Віллафранка» (вільне поселення) для звільнених полонених, яке було б звільнене від оподаткування. Тим, хто вирішив повернутися до своїх домівок, запропонували безкоштовний перехід через Мессінську протоку.

## Аналіз
Найнадійнішим і майже сучасним джерелом про вторгнення норманів на Мальту є розповідь історика XI століття Гоффредо Малатерри. Він високо оцінює дії графа Рожера. У наступні століття норманське вторгнення було романтизовано оповіданнями про те, як Рожер звільняв християн Мальти від гнітючого мусульманського панування і ця концепція увійшла в мальтійську традицію та фольклор. Ідею існування мальтійського християнського населення протягом періоду мусульманського правління пропагував історик XVII ст. Джованні Франческо Абела. Проте, немає жодних доказів існування корінного християнського населення і загалом існує дуже мало свідчень щодо подій на Мальті для періоду 870—1091 років. Вважають, що полонені християни, звільнені в 1091 році, не були корінними мальтійцями чи сицилійцями, а, скоріше, були вихідцями з Італії чи інших країн Європи.
До XIX століття різні автори поступово додавали ряд «деталей» без джерела до розповідей про вторгнення норманів. Серед них є припущення, що деякі мальтійці допомагали норманам у нападі на мусульман, і що Рожер дозволив арабам залишитися на Мальті і продовжувати сповідувати свою релігію. Деякі звіти стверджували, що після вторгнення Рожер створив народну раду і надав закони та привілеї мальтійцям. Рожеру також приписують надання мальтійцям кольорів родини Отвіллів — червоного та білого — як їхніх гербів і національних кольорів. Здається, ця атрибуція походить із брошури 1841 року. Сьогодні червоний і білий є основою прапора і герба Мальти, але твердження про те, що кольори походять від вторгнення 1091 року, є необґрунтованим і малоймовірним.
Місцеві традиції та легенди пов'язують низку місць навколо Мальти з вторгненням норманів. Міґра-л-Ферха, невелика затока поблизу Мтахлеба на західному узбережжі Мальти, вважається місцем, де висадився Роджер та його армія. Ferħ означає «радість» мальтійською, і зрештою вважалося, що назва місця походить від вітання графа. Насправді затока не придатна для висадки, оскільки вона може прийняти лише два-три кораблі і дотого ж є небезпечною. Wied ir-Rum (Долина християн), розташована на захід від Мдіни, також стала визначена як місце, де мальтійські християни жили під час правління мусульман, і де мальтійці зібрались, щоб вітати графа Роджера.

## Наслідки
Сьогодні вторгнення норманів розглядається скорше як рейд (razzia), а не як спроба встановити свою постійну владу на острові. Встановлення християнської влади на Мальті відбулося лише після чергового вторгнення сина графа Рожера, короля Сицилії Рожера II у 1127 році. Тоді на Мальту прибули християнські поселенці, включно з королівськими адміністраторами, залогою гарнізону, торговцями та духовенством. Їхні мови злилися з сикуло-арабським діалектом, на якому розмовляло мусульманське населення і зрештою перетворились на мальтійську мову. Це призвело до християнізації Мальти, хоча іслам зберігся на островах приблизно до 1250 року.
У 1192 році Танкред Сицилійський призначив Маргарита да Бріндізі першим графом Мальти, можливо, за його несподіваний успіх у захопленні імператриці Констанції, яка претендувала на престол. У 1194 році чоловік Констанції, імператор Священної Римської імперії Генріх VI Гогенштауфен,  завоював Сицилійське королівство разом з мальтійським графство Маргарита.